# Silene suaveolens
Silene suaveolens är en nejlikväxtart som beskrevs av Porphir Kiril Nicolai Stepanowitsch Turczaninow, Grigorij Silych Karelin och Kir. 
Silene suaveolens ingår i släktet glimmar och familjen nejlikväxter. Inga underarter finns listade i Catalogue of Life.